# 姑娘廟
姑娘廟是臺灣孤魂信仰中的一個陰廟種類，主要供奉早夭且未婚的女性。

## 概略

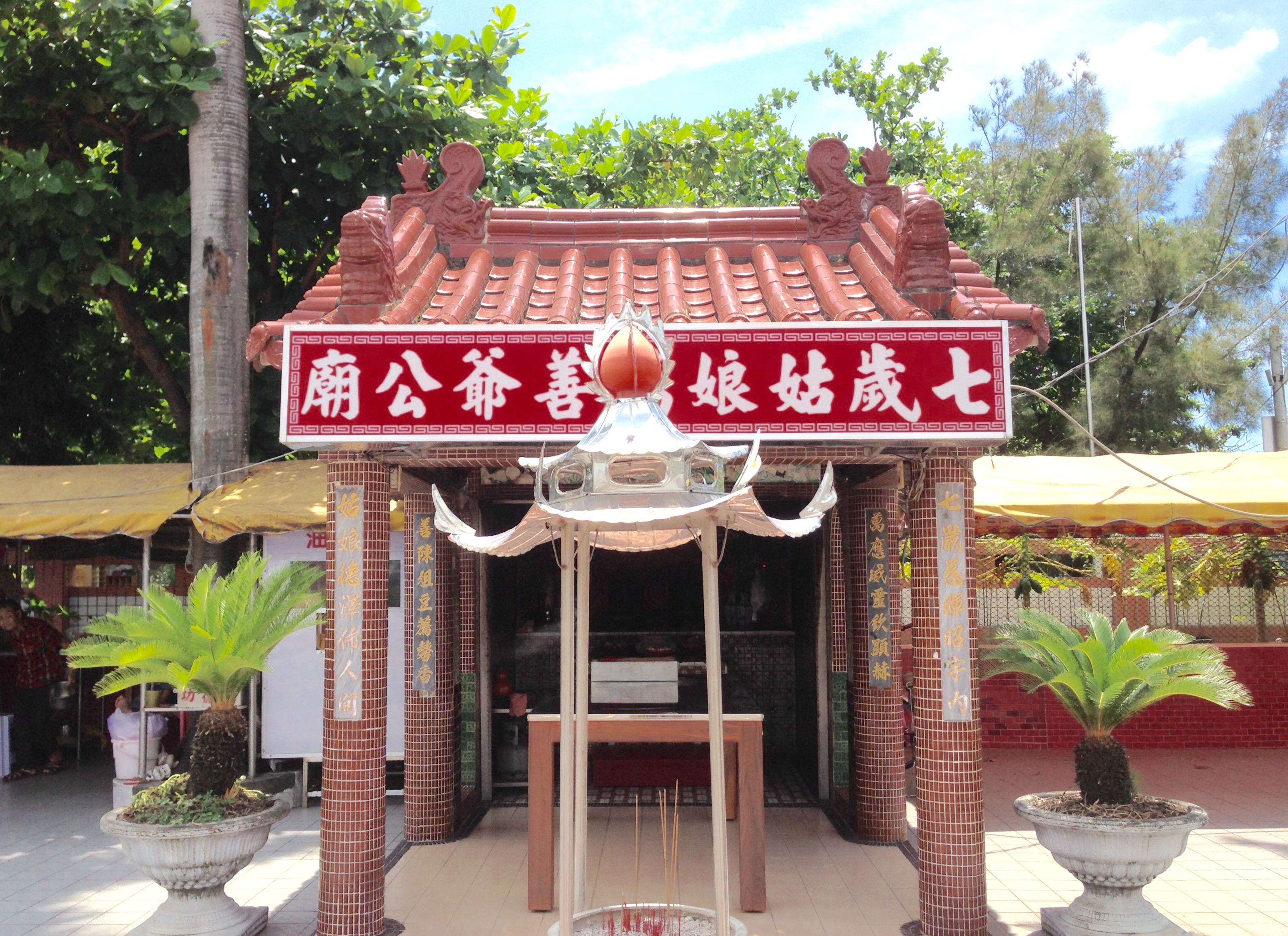
七歲姑娘廟

中國大陸很少這種廟，清代也無文獻記載。在清治時期的女性厲鬼都供奉在萬善祠旁，與處理男性骸無異，後來經由靈驗或回報才有專祠。姑娘廟的形成和大眾爺的形成相同，立廟原因通常有是生前有功、死後顯靈、與媽祖混淆或觀音再世傳說、水流屍或無主神主牌，造就台灣本土的神明。這種廟具有祭祀未婚女性的作用，因父系社會中未嫁女性不得奉祀於祠堂。參拜者也多為女性。

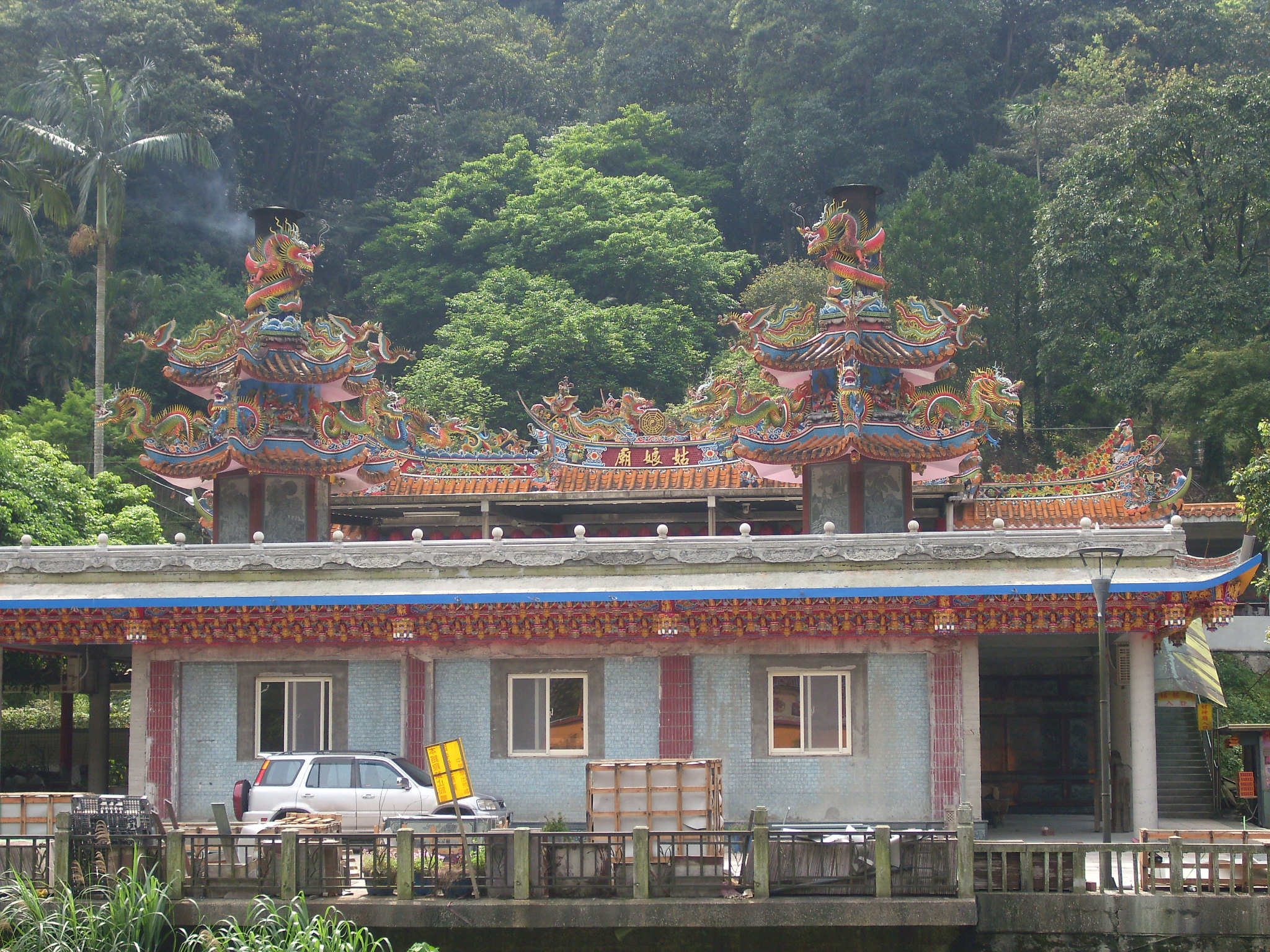
石碇姑娘廟

已知臺灣的姑娘廟有彰化縣伸港鄉張玉姑廟、新北市石碇區石碇姑娘廟、新北市三峽區龍埔姑娘廟、台北市中山區蘇姑娘廟、桃園市大溪區德賢祠。台北市中正區地府陰公廟、台南市鹽水區七歲姑娘廟、林邊慈貞宮潘姑娘廟、台中神岡李姑娘廟。
一般的姑娘廟悉屬陰廟，但其中也有因靈驗而升格為正神者，供奉她們的廟宇也因此被視為神廟，如關渡玉女宮。
新加坡乌敏岛亦有一座供奉女性孤魂的拿督姑娘庙。